# جيمس إي. ديفيس
جيمس إي. ديفيس (بالإنجليزية: James E. Davis)‏ هو ضابط شرطة وسياسي أمريكي، ولد في 3 أبريل 1962 في الولايات المتحدة، وتوفي في 23 يوليو 2003. حزبياً، نشط في الحزب الديمقراطي.